# Eastern Professional Hockey League (1959–1963)
Die Eastern Professional Hockey League (kurz: EPHL) war eine professionelle Eishockey Minor League, die zwischen 1959 und 1963 hauptsächlich in den kanadischen Provinzen Ontario und Québec operierte.
Zur Saison 2008/09 wurde eine gleichnamige Liga gegründet, die jedoch nur ein Jahr bestand und danach aufgelöst wurde. Der einzige Gewinner der EPHL waren die Jersey Rockhoppers.

## Geschichte
Schon früh hatte die National Hockey League begonnen, Kooperationen mit Teams in den tieferklassigen Profiligen wie der AHL oder der WHL einzugehen, jedoch standen diese Ligen mit den sogenannten Farmteams niemals unter der direkten Kontrolle der NHL. Aus diesem Grund wurde im Jahr 1959 mit der Eastern Professional Hockey League die erste Farm-Liga gegründet, die komplett von der NHL organisiert wurde. Erfüllte die Liga ihren Zweck, jungen NHL-Talenten eine Spielmöglichkeit unterhalb der höchsten Profiliga zu bieten, scheiterte das Projekt letztendlich an der Tatsache, dass es in den hauptsächlich kleineren Städten, aus denen die EPHL-Franchises kamen, nur sehr schwer möglich war, professionelles Eishockey anzusiedeln, sodass die Liga 1963 auf vier Teams geschrumpft war und das Projekt beendet werden musste.

## Teams
| - Hull-Ottawa Canadiens (1959–1963) - Kingston Frontenacs (1959–1963) - Kitchener-Waterloo Beavers (1960–1962) - Royaux de Montréal (1959–1961) - North Bay Trappers (1961–1962) - Sault Ste. Marie Thunderbirds (1959–1962, wurden Syracuse Braves) | - St. Louis Braves (1963) - Sudbury Wolves (1959–1963) - Syracuse Braves (1962–1963, wurden St. Louis Braves) - Lions de Trois-Rivières (1959–1960) |

In ihrer letzten Saison wurde die EPHL in einem ineinander greifenden Spielbetrieb mit der International Hockey League ausgetragen. Nach dem Ende der Eastern Professional Hockey League gründete die NHL die zweite Central Hockey League, in der hauptsächlich Farmteams aus größeren Städten im mittleren Westen der USA spielten. So zog das Franchise aus Kingston nach Minneapolis um, wo es von nun an unter dem Namen Minneapolis Bruins in der CHL aktiv war.

## Tom Foley Memorial Trophy
- 1960: Royaux de Montréal
- 1961: Hull-Ottawa Canadiens
- 1962: Hull-Ottawa Canadiens
- 1963: Kingston Frontenacs